# Кліщевська Ірина Яківна
Іри́на Я́ківна Кліще́вська (нар. 30 квітня 1948) — український режисер і акторка. Народна артистка України (2009).

## Життєпис
Народилася 30 квітня 1948 р. в Києві.
Закінчила Київський державний університет ім. Т. Г. Шевченка (1974) та Київський державний інститут театрального мистецтва ім. І. Карпенка-Карого (1981).

## Робота
В 1982—1986 рр. працювала на студії «Укртелефільм».
1988 р. заснувала камерний театр «Колесо» в Києві, у якому вона директор і художній керівник (переобрана на відкритому конкурсі 11 січня 2019 року). Здійснила більше 30 постановок не тільки в театрах України, а й за її межами. Серед творів, втілених Іриною Кліщевською п'єси Артура Шніцлера, Жана Ануя, Панаса Саксаганського, Івана Тургенєва, Степана Васильченка, Ярослава Стельмаха, Педро Кальдерона тощо.

## Робота в театрі
Київський академічний театр «Колесо»
- 2008, 19 грудня — «Коктейль Фа-Соль» (пісенний розгуляй)
- 2018, 11 квітня — «Double Double» Еріка Еліса та Роджера Рііса
- 2019, 12 грудня — «Хор цвіркунів» Томаса Арцта[2][3]
- 2024, 11 травня - " В Португалії зараз тепло" Олександра Володарського

## Відзнаки та нагороди
- 2009, 14 грудня —Народна артистка України[4]
- 2016, 19 серпня —Ювілейна медаль «25 років незалежності України» (указ президента України № 336/2016)[5]